# An Amateur Orphan
An Amateur Orphan er en amerikansk stumfilm fra 1917 af Van Dyke Brooke.

## Medvirkende
- Gladys Leslie som Marcia Schuyler.
- Isabel Vernon som Quincy.
- Thomas A. Curran.
- Jean Armour.
- Chester Morris som Dick.